# Мёрбю сентрум (станция метро)
«Мёрбю Сентрум»  (швед. Mörby centrum) — станция Красной линии Стокгольмского метрополитена. Является конечной станцией маршрута T14.
Станция была открыта 29 января 1978 года. Название получила благодаря одноимённому торговому центру, в здании которого находится единственный вестибюль. Соседняя станция - «Дандерюдс шукхус». 

## Описание
Станция подземная, заложена на глубине 20 метров в скальной породе. Художественное оформление получила от Karin Ek и Gösta Wessel.

## Галерея
- Вход на станцию
- Турникеты
- Поезд на посадочной платформе
- Посадочная платформа
- Коридор между платформами